# Lista över fornlämningar i Linköpings kommun (Rappestad)
Lista över fornlämningar i Linköpings kommun (Rappestad) är en förteckning av ett urval av de fornlämningar som finns i Rappestad i Linköpings kommun.
| Namn             | Lämningstyp                 | Tillkomsttid | Historisk indelning     | Plats | Läge                 | ID-nr          | Bild                                      |
| ---------------- | --------------------------- | ------------ | ----------------------- | ----- | -------------------- | -------------- | ----------------------------------------- |
| Rappestad 2:1    | Grav markerad av sten/block |              | Rappestad, Östergötland |       | 58.415039, 15.421725 | 10047500020001 | Ladda upp en bild av detta fornminne      |
| Rappestad 3:1    | Grav markerad av sten/block |              | Rappestad, Östergötland |       | 58.413546, 15.431326 | 10047500030001 | Ladda upp en bild av detta fornminne      |
| Rappestad 4:1    | Gravfält                    |              | Rappestad, Östergötland |       | 58.401727, 15.424331 | 10047500040001 | Ladda upp en bild av detta fornminne      |
| Rappestad 5:1    | Gravfält                    |              | Rappestad, Östergötland |       | 58.405984, 15.424207 | 10047500050001 | Ladda upp en bild av detta fornminne      |
| Rappestad 7:1    | Gravfält                    |              | Rappestad, Östergötland |       | 58.403518, 15.413464 | 10047500070001 | Ladda upp en bild av detta fornminne      |
| Rappestad 8:1    | Gravfält                    |              | Rappestad, Östergötland |       | 58.398847, 15.428784 | 10047500080001 | Ladda upp en bild av detta fornminne      |
| Rappestad 11:1   | Gravfält                    |              | Rappestad, Östergötland |       | 58.393333, 15.426498 | 10047500110001 | Ladda upp en bild av detta fornminne      |
| Rappestad 12:1   | Stensättning                |              | Rappestad, Östergötland |       | 58.404780, 15.410329 | 10047500120001 | Ladda upp en bild av detta fornminne      |
| Rappestad 12:2   | Stensättning                |              | Rappestad, Östergötland |       | 58.404696, 15.410490 | 10047500120002 | Ladda upp en bild av detta fornminne      |
| Rappestad 14:1   | Gravfält                    |              | Rappestad, Östergötland |       | 58.402233, 15.391279 | 10047500140001 | Ladda upp en bild av detta fornminne      |
| Rappestad 16:1   | Stensättning                |              | Rappestad, Östergötland |       | 58.387008, 15.431521 | 10047500160001 | Ladda upp en bild av detta fornminne      |
| Rappestad 17:1   | Gravfält                    |              | Rappestad, Östergötland |       | 58.387494, 15.433421 | 10047500170001 | Ladda upp en bild av detta fornminne      |
| Rappestad 28:1   | Grav- och boplatsområde     |              | Rappestad, Östergötland |       | 58.402953, 15.385768 | 10047500280001 | Ladda upp en bild av detta fornminne      |
| Rappestad 38:1   | Stensättning                |              | Rappestad, Östergötland |       | 58.414949, 15.369344 | 10047500380001 | Ladda upp en bild av detta fornminne      |
| Rappestad 40:1   | Stensättning                |              | Rappestad, Östergötland |       | 58.402300, 15.396947 | 10047500400001 | Ladda upp en bild av detta fornminne      |
| Rappestad 40:2   | Stensättning                |              | Rappestad, Östergötland |       | 58.402467, 15.396840 | 10047500400002 | Ladda upp en bild av detta fornminne      |
| Rappestad 44:1   | Stensättning                |              | Rappestad, Östergötland |       | 58.434122, 15.437946 | 10047500440001 | Ladda upp en bild av detta fornminne      |
| Rappestad 44:2   | Stensättning                |              | Rappestad, Östergötland |       | 58.433848, 15.438177 | 10047500440002 | Ladda upp en bild av detta fornminne      |
| Rappestad 46:1   | Gravfält                    |              | Rappestad, Östergötland |       | 58.410055, 15.386947 | 10047500460001 | Ladda upp en bild av detta fornminne      |
| Rappestad 47:1   | Stensättning                |              | Rappestad, Östergötland |       | 58.406397, 15.390360 | 10047500470001 | Ladda upp en bild av detta fornminne      |
| Rappestad 50:1   | Stensättning                |              | Rappestad, Östergötland |       | 58.394751, 15.398296 | 10047500500001 | Ladda upp en bild av detta fornminne      |
| Rappestad 65:1   | Stensättning                |              | Rappestad, Östergötland |       | 58.408936, 15.429941 | 10047500650001 | Ladda upp en bild av detta fornminne      |
| Rappestad 75     | Kyrka/kapell                |              | Rappestad, Östergötland |       | 58.401922, 15.416695 | 12000000084612 | Ladda upp en bild av detta fornminne      |
| Vikingstad 4:1   | Runristning                 |              | Rappestad, Östergötland |       | 58.384375, 15.461492 | 10052300040001 | Ladda upp en till bild av detta fornminne |
| Vikingstad 101:1 | Stensättning                |              | Rappestad, Östergötland |       | 58.385241, 15.462014 | 10052301010001 | Ladda upp en bild av detta fornminne      |
| Vikingstad 101:2 | Stensättning                |              | Rappestad, Östergötland |       | 58.385464, 15.461601 | 10052301010002 | Ladda upp en bild av detta fornminne      |
| Vikingstad 101:3 | Stensättning                |              | Rappestad, Östergötland |       | 58.385112, 15.461807 | 10052301010003 | Ladda upp en bild av detta fornminne      |
| Vikingstad 198:1 | Gravfält                    |              | Rappestad, Östergötland |       | 58.388545, 15.459461 | 10052301980001 | Ladda upp en bild av detta fornminne      |
| Vikingstad 199:1 | Stensättning                |              | Rappestad, Östergötland |       | 58.388142, 15.457522 | 10052301990001 | Ladda upp en bild av detta fornminne      |
| Vikingstad 199:2 | Stensättning                |              | Rappestad, Östergötland |       | 58.388284, 15.457619 | 10052301990002 | Ladda upp en bild av detta fornminne      |
| Vikingstad 199:3 | Stensättning                |              | Rappestad, Östergötland |       | 58.388341, 15.457386 | 10052301990003 | Ladda upp en bild av detta fornminne      |
| Vikingstad 199:4 | Stensättning                |              | Rappestad, Östergötland |       | 58.388280, 15.456925 | 10052301990004 | Ladda upp en bild av detta fornminne      |
| Vikingstad 200:1 | Stensättning                |              | Rappestad, Östergötland |       | 58.386640, 15.461706 | 10052302000001 | Ladda upp en bild av detta fornminne      |
| Vikingstad 200:2 | Stensättning                |              | Rappestad, Östergötland |       | 58.386538, 15.461437 | 10052302000002 | Ladda upp en bild av detta fornminne      |
| Vikingstad 200:3 | Stensättning                |              | Rappestad, Östergötland |       | 58.386520, 15.460904 | 10052302000003 | Ladda upp en bild av detta fornminne      |
| Vikingstad 200:4 | Stensättning                |              | Rappestad, Östergötland |       | 58.386563, 15.460722 | 10052302000004 | Ladda upp en bild av detta fornminne      |
| Vikingstad 201:1 | Stensättning                |              | Rappestad, Östergötland |       | 58.387205, 15.461100 | 10052302010001 | Ladda upp en bild av detta fornminne      |
| Vikingstad 207:1 | Stensättning                |              | Rappestad, Östergötland |       | 58.387005, 15.459957 | 10052302070001 | Ladda upp en bild av detta fornminne      |
| Vikingstad 207:2 | Stensättning                |              | Rappestad, Östergötland |       | 58.386871, 15.460120 | 10052302070002 | Ladda upp en bild av detta fornminne      |